# Kremitz
Kremitz è una frazione (Ortsteil) della città tedesca di Jessen (Elster), nel Land della Sassonia-Anhalt.

## Storia
Il 1º gennaio 1992 il comune di Kremitz venne soppresso e aggregato al comune di Holzdorf, in seguito aggregato alla città di Jessen (Elster).